# Immodicis brevis est aetas et rara senectus
 Immodicis brevis est aetas et rara senectus лат. (изговор:имодицис бревис ест етас ет рара сенектус). Неумјерени имају кратак живот и ријетку старост. (Марцијал)

## Поријекло изреке
Изрекао Марцијал, велики римски пјесник и епиграматичар у смјени првог у други вијек нове ере.

## Значење
Умјереност је еталон који одређује и ментални и биолошки живот човјека. Умјереност је рецепт срећног и дугог живота.(Чак и рађање живота када је неумјерено значи  смрт- неумјерена репродукција ћелија= карцином)